# Łysa Góra (Pogórze Strzyżowskie)
Łysa Góra (376 m n.p.m.) – wzniesienie nad Dębicą na Pogórzu Strzyżowskim. Punkt widokowy. Góra jest popularnym celem wycieczek i spacerów mieszkańców Dębicy.

## Ochrona przyrody
- Specjalny obszar ochrony siedlisk Natury 2000 "Las nad Braciejową"[1]
- Obszar Chronionego Krajobrazu Pogórza Strzyżowskiego[2]
- Projektowany rezerwat przyrody "Las Wolica"[2].

## Szlaki znakowane
Szlak turystyczny: Dębica – Łysa Góra – Okop (388 m) – Kamieniec (454 m) – Grudna Górna – Klonowa Góra (488 m) – Bardo (534 m) – Wiśniowa – Jazowa – Czarnówka (491 m) – Rzepnik – Królewska Góra (554 m) – Odrzykoń
 Szlak turystyczny: Dębica – Łysa Góra – Gumniska – Połomia – Jaworze Dolne
  Ścieżki przyrodnicze "Las Wolica": "Zielona" i "Pomarańczowa"
 Szlaki konne: "Mała pętla", "Średnia pętla", "Duża pętla"